# Tjugondedag jul
Tjugondedag jul eller tjugondag Knut är i Sverige, Finland samt delar av Norge en dag som infaller den 13 januari, tjugo dagar efter julafton, och firas som slutet på julhögtiden. Dagen fick Knuts namn till minne av helgonförklarade Knut Lavard (kanske också påverkat av en minnesdag för Knut den helige), och kallas också Knutdagen (eller Knutsdagen). Knut har därför namnsdag denna dag. 
Talesätt kopplade till tjugondag Knut finns i lite olika varianter: "tjugondag Knut körs julen ut", "tjugondag Knut kastas granen ut" och "tjugondag Knut då dansas julen ut" är tre moderna exempel, och "Knut driver julen ut" ett äldre.

## Bakgrund
Knut Lavard hette en dansk prins som den 7 januari 1131 blev mördad, sannolikt av sin kusin och rival Magnus Nilsson (som var vald till svensk kung i Västergötland). Knut blev senare helgonförklarad, och i spåren av detta dök de så kallade Knutsgillena upp. Som brukligt var fick Knut också som katolskt helgon en egen dag; hans dödsdag, som råkade vara dagen efter trettondedagen, blev till Knuts dag i almanackan. Vid denna tid avslutades julen på trettondedag jul, vilket den fortfarande gör i andra länder, och Knutsdagen var alltså länge första vardagen efter jul. Som kungligt helgon tillhörde Knut under medeltiden tillsammans med Sankt Olof i Norge och Sankt Erik i Sverige de populäraste helgonen i Norden.
Knutsdagen inföll den 7 januari i svenska almanackor ända fram till 1600-talet, då Knut tillsammans med julens avslutande flyttades fram en knapp vecka till sin nuvarande plats på den 13 januari, (tjugo dagar efter jul, räknat från juldagen). Det gamla talesättet "Knut driver julen ut" följde också med. Alf Henrikson kopplar dock samman Knut den 13 januari lika mycket med prins Knuts farbror, Knut den Helige.
Framflyttningen av Knuts dag hade som följd att det fanns två julavslutningsdagar. I Sverige ersatte den nya Knutdagen så småningom den gamla, medan etableringen i Finland gick långsammare. Under 1800-talet var det bara i västra Finland man fått kännedom om den nya dagen den 13 januari medan man i östra Finland höll fast vid den 6 januari. Det betydde att det i Finland fanns två väl etablerade dagar för när julperioden skulle sluta.
Det finns olika teorier om varför julens avslutande flyttades fram. I de flesta av de julfirande länderna avslutas julen fortfarande med trettonhelgen. Folklivsforskaren Ebbe Schön menar att den lutherska kyrkan ville stärka kyrkolivets ställning genom att utöka julen. Knut som då redan var intimt förknippad med julens slut följde då så att säga med i flytten av julavslutningen.
Etnologen Bengt af Klintberg skriver att bakgrunden är att varje större kyrkohögtid i äldre tid hade en oktav, en slags efterfest åtta dagar senare, som i detta fallet alltså blev en ny högtid. Klintbergs yrkeskollega Jan-Öjvind Swahn nämner samma förklaring, men skriver också att man troligen på vissa håll hade en hävdvunnen uppfattning att julen varade i tjugo dagar, samtidigt som den annars firades på trettondagen. Han skriver också att en möjlighet är att man "ville dra in de dagar då våra hedniska förfäder firade sitt midvinterblot" [i julfirandet]. Man vet dock inte när under vintern midvinterblotet firades.
Alf Henrikson kopplar också eventuellt samman dagen med Knut Lavards farbror, kung Knut den helige, som i de katolska helgonförteckningarna har 19 januari som minnesdag, vilket förmodligen var dagen för hans skrinläggning. Att Knut här hamnat på den 13 är nog en slump, menar Henrikson, det kan ha haft att göra med att man har haft svårt att skilja Knut den helige från Knut Lavard och dennes minnesdag knappt ett par veckor innan.

## Firande

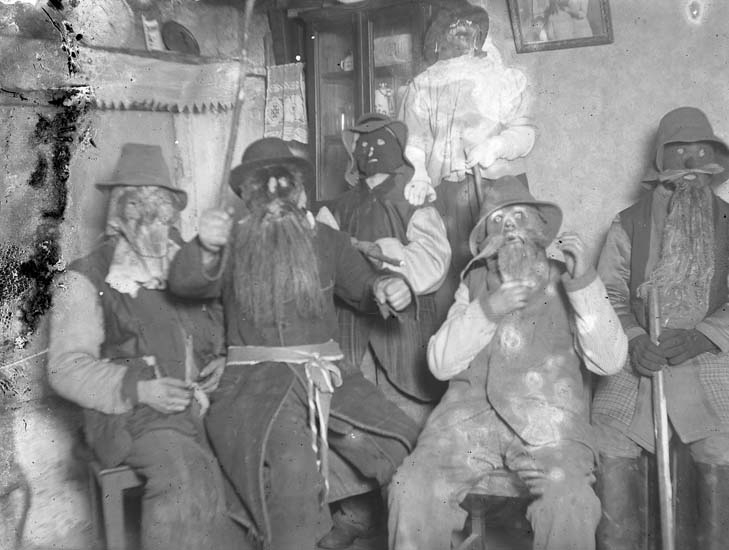
Julknutar/knutgubbar i Bohuslän 1922.

Dagen associeras enligt nuvarande tradition med julgransplundring, att "kasta ut granen", och att ta bort juldekorationer. I bland annat Gimo i Uppland firas dagen med papier-maché-masker eller skråpukar, i en karnevalsliknande tillställning, ett firande som går under namnet Knutmasso. På sina håll lever seden att klä ut sig till Knutgubbar kvar, inte minst i trakten kring Munkfors i Värmland.
Förr kännetecknades Knutdagen framförallt av att gillena under stora festligheter då avslutades, och enligt traditionen var det också dagen då all julmat skulle ätas upp. Att klä ut sig till Knutgubbar var också vanligt.
Julens avslutande firades längre bak i tiden under trettondedag jul den 6 januari, och Knutsdagen inföll dagen därpå, 7 januari, men båda flyttades under slutet av 1600-talet fram med ungefär en vecka till samma dag, den trettonde. I andra länder firas fortfarande julens avslutande på trettondedag jul. Tjugondedag jul kan ha sitt ursprung som en oktav, en efterfest åtta dagar efter, till trettondedagen.
Jan-Öjvind Swahn skriver att tjugondag Knut firas i Sverige, av svenskar och en del "purfinnar" i Finland, och i Norge, medan Nationalencyklopedin skriver att dagen förutom Sverige och Finland firas i delar av Norge.
I bland annat Fryksdalen och Munkfors i Värmland finns traditionen att barnen denna dag – i julgransplundringens spår – går utklädda i kostym och mask, som så kallade Knutgubbar, och tigger de vuxna om godis. I uppländska Gimo samt Österbybruk firas tjugondag Knut med kostymer. Här har Knutmasso med en karneval genom orten blivit en tradition. Även på Åland firas tjugondag Knut som avslut på julen. Numera är det mest fråga om att barn under tonåren klär ut sig till oigenkännlighet och beger sig på julutsoparrunda i grannskapet för att få ta del av det sista kvarvarande julgodiset.
På Åland, där tjugondagen numera är en festivaldag, förekom under 1800-talet och i början av 1900-talet att man ”bultade ut julen” genom att slå i husväggarna på tjugondagen. Det var skenbart en manifestation för att avsluta julen, men innehållet i traditionen var en tillåten maktdemonstration av dem som under resten av året var i underordnad ställning. Även mera allmänna busstreck förekom. För att bättre kunna behålla anonymiteten ingick utklädning i traditionen, men fridsstörarna fick också räkna med att bli jagade och fasttagna. Längre in på 1900-talet omvandlades traditionen från de tämligen våldsamma karnevalartade sedvänjorna till en lekfull ceremoni där barnen spelade huvudrollen. Det huvudsakliga syftet var att markera att julperioden definitivt var slut. Barnen har här fått ett nytt attribut i stället för hårda tillhyggen att slå i väggarna med, en kvast så de kunde ”sopa ut julen” ur stugorna. Så skedde också på många andra håll i Svenskfinland, där barn antingen har sopat inomhus eller bultat fogligt med kvastarna i ytterväggarna för att få en belöning.
Knutdagsevenemang förekommer på flera orter i Svenskfinland och många städer ordnar officiell julavslutning på Knutdagen. Sådana har ordnats bland annat i Åbo och Ekenäs, och framför allt i Mariehamn, där julutsopningen numera är ett offentligt hembygds- och barnjippo med många arrangörer och aktörer. Förutom det stora evenemanget på tjugondagen på torget i Mariehamn ordnas också mindre festligheter i skolor och på daghem. Identitetsaspekten i den nutida traditionen framgår klart av att man 2002 utgav ett åländskt frimärke med en bild av julutsopare.